# Тойсук
Тойсук (также Орелкина, в верховьях — Средний Тойсук) — река в Усольском районе и Ангарском городском округе Иркутской области (Россия), правый приток Китоя.
Длина — 101 км, площадь водосборного бассейна составляет 1700 км².
Исток находится в предгорье Восточного Саяна, к северу от среднего течения реки Иркут, на границе Усольского и Слюдянского районов Иркутской области, на высоте более 846,5 метров над уровнем моря. Почти на всём протяжении течёт в северном направлении по гористой местности в межгорной долине. По берегам — тайга, представленная сосной, лиственницей и берёзой. В среднем течении огибает с востока хребет Лиственничная Грива. В низовьях течёт по Ангарскому городскому округу. Впадает в Китой в 78 км от его устья по правому берегу ниже по течению деревни Борисова, на высоте менее 472,8 м над уровнем моря. Приустьевой участок заболочен, берега обрывистые. Ширина в нижнем течении — 30 м при глубине 0,9 м; скорость течения в низовьях составляет 0,8 м/с. На реке стоят посёлки Тальяны и Ходарей, а также заимка Ивановка. 
Основной приток — река Большой Задой (Большой Жидой) длиной 51 км.
| Средний расход воды (м³/с) реки Тойсук по месяцам с 1959 по 1990 гг. (замеры производились на гидрологическом посту Тальяны) |

## Данные водного реестра
По данным государственного водного реестра России и геоинформационной системы водохозяйственного районирования территории РФ, подготовленной Федеральным агентством водных ресурсов:
- Бассейновый округ — Ангаро-Байкальский
- Речной бассейн — Ангара
- Речной подбассейн — Ангара до створа гидроузла Братского водохранилища
- Водохозяйственный участок — Китой
- Код водного объекта — 16010100312116200003202